# 道の駅桜の郷 荘川
道の駅桜の郷 荘川（みちのえき さくらのさと しょうかわ）は、岐阜県高山市荘川町猿丸にある国道158号の道の駅である。

## 施設
- 駐車場
  - 普通車：156台
  - 大型車：5台
  - 身障者用：2台
- トイレ
  - 男：大 8器（3器） 小 11器（5器）
  - 女：16器（8器）
  - 身障者用：3器（1器）

※（）内は24時間使用可能
- 公衆電話
- 日帰り温泉施設「ひだ荘川温泉桜香の湯」[4]（10:00 - 20:30、7月から9月は10:00 - 21:30）[1]
- 特産品販売施設「さくら」（売店、8:00 - 17:00）[1]

## 休館日
- 毎週木曜日（祝日の場合は翌日、桜香の湯のみ）

## アクセス
- 国道158号 - 登録路線
- 東海北陸自動車道荘川IC

### バスターミナル
当道の駅は、高山市荘川地域の主要なバスターミナルになっており、以下の路線が発着している。
濃飛乗合自動車（濃飛バス）
牧戸線（1日3往復）清見・高山濃飛バスセンター方面
のらマイカー
荘川線

## 周辺
当道の駅に隣接して、マリオット・インターナショナルと積水ハウスとの合弁事業のホテル「フェアフィールド・バイ・マリオット・岐阜高山荘川」（積水ハウスが運営）が2021年8月2日に開業した。
- 高山市立荘川中学校